# Timeless (singolo)
Timeless è un singolo del cantante canadese The Weeknd e del rapper statunitense Playboi Carti, pubblicato il 27 settembre 2024 come primo estratto dal sesto album in studio di The Weeknd Hurry Up Tomorrow.

## Antefatti
Il brano segna la seconda collaborazione tra i due artisti dopo Popular, singolo originariamente destinato a essere parte della colonna sonora scartata di The Idol e che ha visto anche la partecipazione di Madonna. In seguito alla pubblicazione di quest'ultimo, The Weeknd ha espresso grande apprezzamento per il lavoro svolto dai due durante le sessioni di registrazione del brano. Il 26 agosto 2024, Carti ha pubblicato sul suo profilo Instagram uno screenshot di una videochiamata fra i due artisti, accennando ad una possibile seconda collaborazione. Il 7 settembre The Weeknd ha tenuto un concerto a San Paolo, alla quale ha partecipato anche Playboi Carti; i due si sono esibiti in una cover del brano di Travis Scott e Carti Fein e del brano di The Weeknd Until I Bleed Out, prima di cantare per la prima volta Timeless. Il 25 settembre The Weeknd ha annunciato attraverso i suoi profili social che il singolo sarebbe stato pubblicato due giorni dopo.

## Descrizione
Il brano, prodotto da Pharrell Williams, Ojivolta, Mike Dean e Twisco e scritto dagli artisti e dai produttori, è caratterizzato da una produzione in stile synth pop e da una strofa iniziale di Playboi Carti in stile trap downtempo e da una strofa conclusiva melodica di The Weeknd.

## Video musicale
Il video musicale del brano, diretto da Gunner Stahl e LouieKnows, è stato pubblicato sul canale YouTube di The Weeknd il 30 settembre 2024.

## Tracce
Testi e musiche di Abel Tesfaye, Pharrell Williams, Mark Williams, Raul Cubina, Tariq Sharrieff, Kobe Hood, Devon Chisolm, Jarrod Morgan e Mike Dean.
Download digitale, streaming – 1ª versione
1. Timeless – 4:16

Download digitale, streaming – 2ª versione
1. Timeless Remix (con Doechii) – 3:48
2. Timeless – 4:16
3. Timeless (Instrumental) – 4:16

## Formazione
Hanno partecipato alle registrazioni, secondo le note di copertina digitali di Hurry Up Tomorrow:
- The Weeknd – voce
- Playboi Carti – voce
- Mike Dean – sintetizzatore, coproduzione, mastering, missaggio
- Pharrell Williams – produzione
- OjiVolta – coproduzione
- Twisco – coproduzione
- Sage Skolfield – ingegneria del suono, comissaggio
- Mike Larson – ingegneria del suono
- Tommy Rush – ingegneria del suono, assistenza al missaggio
- Marcus Fritz – missaggio voce di Playboi Carti

## Classifiche
| Classifica (2024-25) | Posizione massima |
| -------------------- | ----------------- |
| Arabia Saudita       | 8                 |
| Emirati Arabi Uniti  | 2                 |
| Francia              | 20                |
| India                | 1                 |
| Irlanda              | 9                 |
| Islanda              | 9                 |
| Israele              | 49                |
| Libano               | 18                |
| Medio Oriente        | 3                 |
| Regno Unito          | 7                 |
| Ungheria             | 17                |